# Stinchcombe
Stinchcombe – wieś i civil parish w Anglii, w hrabstwie Gloucestershire, w dystrykcie Stroud. Leży 23 km na południowy zachód od miasta Gloucester i 158 km na zachód od Londynu. W 2011 roku civil parish liczyła 480 mieszkańców.